# Von dem Mäuschen, Vögelchen und der Bratwurst

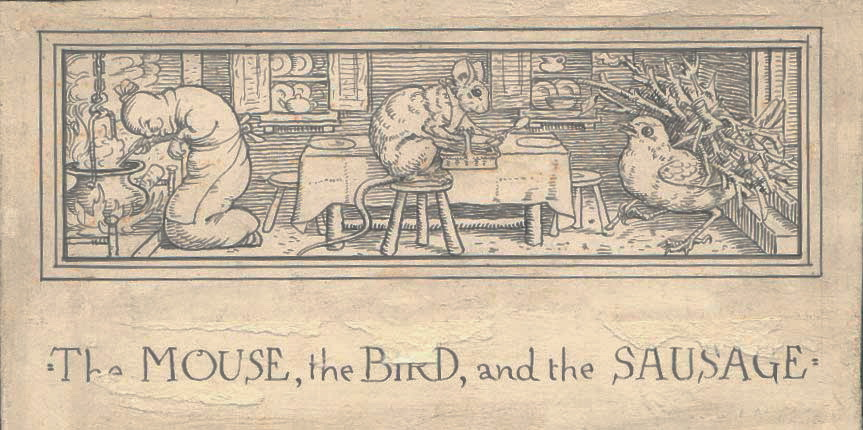
Illustration von Walter Crane (1882)

Von dem Mäuschen, Vögelchen und der Bratwurst ist ein Schwank (ATU 85). Er steht in den Kinder- und Hausmärchen der Brüder Grimm an Stelle 23 (KHM 23) und stammt aus Johann Michael Moscheroschs Wunderliche und warhafftige Gesichte Philanders von Sittewald von 1642. Clemens Brentano veröffentlichte ihn 1806 in der Badischen Wochenschrift als Die Geschichte vom Mäuschen, Vögelchen und Bratwurst.

## Inhalt
Mäuschen, Specht (bei Grimm: ein Vögelchen) und Bratwurst leben zusammen: Der Specht holt Holz, die Maus holt Wasser, macht Feuer und deckt den Tisch, die Bratwurst kocht. Ein anderer Vogel redet dem Specht ein, er hätte die schwerste Arbeit, und er besteht darauf, zu losen. Die Wurst soll Holz holen und wird vom Hund gefressen. Der Specht beklagt sich, aber der Hund gibt an, falsche Briefe bei ihr gefunden zu haben. Die Maus fällt ins Essen. Der Specht sucht sie. Es entsteht Feuer. Der Specht will löschen und fällt mit dem Eimer in den Brunnen.

## Herkunft
Grimms Anmerkung vermerkt die Quelle, Philanders von Sittewald Gesichten Thl. 2, sowie Stöbers Volksbüchlein S. 99 Gevatter Mysel und Gevatter Läverwürstel in den neuen preuß. Provincialblättern 1, 226. Es lebe auch mündlich fort, wobei nur Mäuschen und Bratwürstchen sich beim Kochen abwechselten.
Grimms Bearbeitung baut sichtbar auf der Brentanos auf (obwohl sie ihn nicht nennen), der sie auf den Text hingewiesen hatte. Brentano übertrug hier textgetreu in modernes Deutsch, kürzte aber die gesellschaftspolitische Moral zu Anfang und Schluss. Diese entfiel bei Grimm ganz, aus dem Specht wurde ein Vögelchen. Die Ausgabe letzter Hand von 1857 unterscheidet sich nur durch weitere orthographische und grammatikalische Anpassungen.
Moscheroschs Gesellschaftsparabel wurde also durch Brentano und Grimm in ein Tiermärchen umgeformt. Diese interessierten die Grimms besonders, siehe z. B. KHM 58 Der Hund und der Sperling. Dem hier von Brentano vorgegebenen Muster für Auswahl und Bearbeitung literarischer Quellen folgten sie später immer wieder.

## Rezeption
2007 veröffentlichte der ehemalige Sänger der britischen Band Pulp, Jarvis Cocker, die englische Version The bird, the mouse and the sausage als B-Seite seiner Single Don't let him waste your time.